# Madhoshi
Madhoshi (dosł. „Odurzenie”, ang. Intoxination) – indyjski dramat wyreżyserowany w 2004 roku przez Tanveer Khana, debiutującego tu scenarzystę Ishq i Raja. W rolach głównych Bipasha Basu, John Abraham i Priyanshu Chatterjee. Film opowiada o bólu nieodróżniania rzeczywistości od iluzji, o miłości pełnej poświęcenia, aż po utratę swej twarzy i sile uczucia, które może nie tylko wyleczyć kogoś z samotności, ale i zwrócić mu jego duszę, jego tożsamość. To opowieść o dwóch miłościach, tej, która jest szaleństwem i tej, która jest lekarstwem na to szaleństwo.

## Fabula
Podczas 25. rocznicy ślubu rodziców otoczona radosnym zgiełkiem rodziny Anu (Bipasha Basu) rozmawia przez telefon ze swoją starszą siostrą wyrzucając jej, że nie przyjechała z Nowego Jorku do Indii, aby uczcić rodzinne święto. Siostra tłumaczy się zakazem lekarza. Podekscytowana, radosna zawiadamia Anu, że spodziewa się dziecka. Uszczęśliwiona rodzina zaczyna sobie wyrywać słuchawkę. Jeden przez drugiego wszyscy gratulują przyszłej mamie. Wreszcie Anu może znów usłyszeć głos swojej siostry. Jej śmiech urywa się nagle. W słuchawce słychać krzyk i huk. Samolot uderza właśnie w pierwszą z wież World Trade Center, w której znajdowała się siostra Anu i jej szwagier.
Mijają 2 lata. Anu studiuje malarstwo w jednej z bombajskich uczelni. Oburza ją, że rodzice próbują aranżować jej małżeństwo. Ona marzy o skończeniu uczelni, karierze i sławie, która przyniosą jej wystawy organizowane po całym świecie. Potrzebuje jeszcze 8-10 lat wolności. Mimo to poznany za pośrednictwem rodziców Arpit (Priyanshu Chatterjee), znany twórca reklam filmowych, którego nie zrażają jej zaczepki i złośliwości, budzi sympatię. Jego serdeczność i poczucie humoru podobają jej się coraz bardziej. Anu godzi się z oczekiwaniami rodziców i zostaje jego narzeczoną, ale gdy Arpit wyjeżdża służbowo do USA jej wyobraźnię rozpala przypadkowo poznany przystojny i szorstki antyterrorysta Aman (John Abraham). Anu zaczyna szukać okazji do spotkań, rozpisuje się o nim w pamiętniku, troszczy się o niego, marzy o nim, śni go, oddaje mu się. Gdy Aman znika, Anu odwożą do szpitala z podciętymi żyłami. Lekarze rozpoznają u niej schizofrenię. Aprit natychmiast wróciwszy z Nowego Jorku odwiedza narzeczoną w szpitalu na oddziale chorych psychicznie. Zrozpaczony patrzy na Anu – przywiązaną do łóżka, z błędnym wzrokiem, krzyczącą z tęsknoty za Amanem.

## Obsada
- Bipasha Basu – Anupama Kaul (Anu)
- John Abraham – Aman
- Priyanshu Chatterjee – Arpit Oberoi

## Piosenki
- O Janne Jaana
- Yeh Ishq Hai Gunah
- Chale Bhi Aao
- Aye Khuda
- Pyar Ka Khumar
- Madhoshi